# Stryker Sulak
Stryker Sulak (Rockdale, 17 giugno 1986) è un giocatore di football americano statunitense nel ruolo di linebacker che è attualmente free agent. Fu scelto dagli Oakland Raiders nel corso del sesto giro del Draft NFL 2009. Al college ha giocato a football a Missouri.

## Carriera Universitaria
All'Università del Missouri, Sulak giocò con la squadra di football dall'ateneo a partire dal 2005.
Nella stagione 2005, Sulak giocò 12 partite mettendo a segno 38 tackle, di cui 22 solitari, 4 sack, un passaggio deviato e 3 fumble forzati.
Nella stagione 2006, egli 13 partite compiendo 51 tackle di cui 26 solitari, 2 sack, 5 passaggi deviati, 3 fumble recuperati ed un fumble forzato.
Nella stagione 2007, Sulak ha giocò 14 partite mettendo a segno  60 tackle (record personale) di cui 37 solitari, 6 sack, un intercetto da 38 yard, 5 passaggi deviati, 4 fumble forzati (record personale) e un field goal bloccato.
Nella sua ultima stagione egli giocò 14 partite facendo registrare 55 tackle di cui 29 solitari, 10,5 sack (record personale), 6 passaggi deviati, un fumble forzato e un field goal bloccato.

## Carriera professionistica
Dopo esser stato scelto dai Raiders nel draft 2009 venne svincolato il 14 luglio. Il 13 agosto firmò con i Green Bay Packers che spostarono il suo ruolo da defensive end a outside linebacker. Il 30 agosto venne svincolato.

## Vittorie e premi
nessuno